# Вошановац
Вошановац је насеље у Србији у општини Петровац на Млави у Браничевском округу. Према попису из 2022. било је 323 становника.

## Демографија
У насељу Вошановац живи 392 пунолетна становника, а просечна старост становништва износи 46,2 година (44,2 код мушкараца и 48,3 код жена). У насељу има 154 домаћинства, а просечан број чланова по домаћинству је 3,07.
Ово насеље је великим делом насељено Србима (према попису из 2002. године), а у последња три пописа, примећен је пад у броју становника.
|  |

| Демографија | Демографија | Демографија |
| Година      | Становника  | Становника  |
| ----------- | ----------- | ----------- |
| 1948.       | 1.042       |             |
| 1953.       | 1.049       |             |
| 1961.       | 969         |             |
| 1971.       | 949         |             |
| 1981.       | 824         |             |
| 1991.       | 707         | 580         |
| 2002.       | 473         | 646         |
| 2011.       | 378         |             |

| Етнички састав према попису из 2002.‍ | Етнички састав према попису из 2002.‍ | Етнички састав према попису из 2002.‍ | Етнички састав према попису из 2002.‍ | Етнички састав према попису из 2002.‍ |
| ------------------------------------ | ------------------------------------ | ------------------------------------ | ------------------------------------ | ------------------------------------ |
|                                      |                                      |                                      |                                      |                                      |
| Срби                                 | Срби                                 |                                      | 465                                  | 98,30%                               |
| Румуни                               | Румуни                               |                                      | 3                                    | 0,63%                                |
| Словенци                             | Словенци                             |                                      | 2                                    | 0,42%                                |
| Власи                                | Власи                                |                                      | 1                                    | 0,21%                                |
| непознато                            | непознато                            |                                      | 2                                    | 0,42%                                |

| Година пописа     | 1948. | 1953. | 1961. | 1971. | 1981. | 1991. | 2002. |
| ----------------- | ----- | ----- | ----- | ----- | ----- | ----- | ----- |
| Број домаћинстава | 231   | 231   | 232   | 223   | 200   | 175   | 154   |

| Број чланова      | 1  | 2  | 3  | 4  | 5  | 6  | 7 | 8 | 9 | 10 и више | Просек |
| ----------------- | -- | -- | -- | -- | -- | -- | - | - | - | --------- | ------ |
| Број домаћинстава | 43 | 33 | 20 | 18 | 18 | 15 | 4 | 3 | 0 | 0         | 3,07   |

| Пол    | Укупно | Неожењен/Неудата | Ожењен/Удата | Удовац/Удовица | Разведен/Разведена | Непознато |
| ------ | ------ | ---------------- | ------------ | -------------- | ------------------ | --------- |
| Мушки  | 207    | 45               | 121          | 19             | 22                 | 0         |
| Женски | 201    | 22               | 120          | 52             | 6                  | 1         |
| УКУПНО | 408    | 67               | 241          | 71             | 28                 | 1         |

| Пол    | Укупно                    | Пољопривреда, лов и шумарство | Рибарство                            | Вађење руде и камена | Прерађивачка индустрија       |
| ------ | ------------------------- | ----------------------------- | ------------------------------------ | -------------------- | ----------------------------- |
| Мушки  | 141                       | 125                           | 0                                    | 0                    | 1                             |
| Женски | 97                        | 83                            | 0                                    | 0                    | 2                             |
| УКУПНО | 238                       | 208                           | 0                                    | 0                    | 3                             |
| Пол    | Производња и снабдевање   | Грађевинарство                | Трговина                             | Хотели и ресторани   | Саобраћај, складиштење и везе |
| Мушки  | 1                         | 0                             | 5                                    | 0                    | 3                             |
| Женски | 0                         | 0                             | 3                                    | 1                    | 0                             |
| УКУПНО | 1                         | 0                             | 8                                    | 1                    | 3                             |
| Пол    | Финансијско посредовање   | Некретнине                    | Државна управа и одбрана             | Образовање           | Здравствени и социјални рад   |
| Мушки  | 0                         | 2                             | 1                                    | 0                    | 0                             |
| Женски | 0                         | 0                             | 1                                    | 1                    | 2                             |
| УКУПНО | 0                         | 2                             | 2                                    | 1                    | 2                             |
| Пол    | Остале услужне активности | Приватна домаћинства          | Екстериторијалне организације и тела | Непознато            | Непознато                     |
| Мушки  | 1                         | 0                             | 0                                    | 2                    | 2                             |
| Женски | 0                         | 0                             | 0                                    | 4                    | 4                             |
| УКУПНО | 1                         | 0                             | 0                                    | 6                    | 6                             |